# El pergamino de la seducción
El pergamino de la seducción es una novela de la escritora nicaragüense Gioconda Belli, publicada en el año 2005, que consta de 27 capítulos y lenguaje poético.
La autora lo define como un homenaje a la novela gótica, quizás dejando pistas en el libro como el caserón de Manuel o la lectura de Lucía en casa de su tía de Jane Eyre de Charlotte Brönte.

## Trama
El libro trata sobre la reina Juana de Castilla— Juana la Loca—, quien fue hija y madre de reyes, y es el personaje más fascinante de un período de España. En 1509 fue declarada loca y encerrada en Tordesillas, donde permaneció hasta su muerte en 1555. Era una mujer que se rebeló contra la represión de la época y los abusos.
Cuatro siglos más tarde, a través de una joven de extremo parecido con la reina, Lucía, un historiador buscará resolver si la reina fue una víctima de la traición y luchas de poder o simplemente enloqueció por amor. Lucía se encuentra estudiando en un internado de monjas en España y es allí donde conocerá a Manuel, un historiador, obsesionado con la reina de Castilla. En la obra, además, se resalta el erotismo ligado a los celos enfermizos de Juana por Felipe el Hermoso.
Belli hace que el lector reflexione sobre el destino de Juana, con la represión de la que fue víctima y su permanencia en el rol de madre pese a la degradación moral y física. La reina era una persona que amaba con intensa pasión, anteponiendo sus sentimientos a los intereses de la monarquía, por ello fue fácilmente considerada loca. El libro además denota el nivel de investigación sobre la figura de la reina que la autora logró.